# Pain Is So Close to Pleasure
Pain Is So Close to Pleasure è un brano della rock band britannica Queen, pubblicato il 20 agosto 1986 come quinto singolo estratto dall'album A Kind of Magic, dello stesso anno. Il singolo è stato distribuito solo in Nord America ed in alcuni paesi Europei come Germania e Paesi Bassi.

## Il brano
La canzone, co-scritta da John Deacon e Freddie Mercury (che la canta interamente in falsetto), è la quarta traccia dell'album A Kind of Magic ed è uno fra i tre brani presenti nel disco (gli altri due furono One Vision e Friends Will Be Friends) a non far parte della colonna sonora per il film Highlander - L'ultimo immortale, diretto da Russell Mulcahy. Oltre alla versione originale del brano vennero registrate anche altre due versioni remixate più adatte per essere incluse su singoli 7" e 12".

## Tracce del singolo
Versione 7" 1986 e 2010 (The Singles Collection Volume 3)
1. Pain Is So Close To Pleasure (Single Remix) – 4:01 (testo: Deacon, Mercury)
2. Don't Lose Your Head (Album Version) – 4:39 (testo: Taylor)

Versione 12" 1986
1. Pain Is So Close To Pleasure (Extended Remix) – 6:01 (testo: Deacon, Mercury)
2. Pain Is So Close To Pleasure (Single Remix) – 4:01 (testo: Deacon, Mercury)
3. Don't Lose Your Head (Album Version) – 4:39 (testo: Taylor)

## Versioni
1. Pain Is So Close To Pleasure (Album Version) – 4:22 – versione originale inclusa in A Kind of Magic
2. Pain Is So Close To Pleasure (Single Remix) – 4:01 – versione differente dall'originale, in quanto re-mixata
3. Pain Is So Close To Pleasure (Extended Remix) – 6:01 – inclusa nella raccolta The 12" Collection del 1992 e nel singolo originale in formato 12" del 1986.

## Versione estesa
- La versione 12" del singolo si presenta come una versione estesa del remix più che della versione originale dell'album. Presenta un'introduzione più lunga e sebbene non sia così immediata come la versione su 7", aggiunge certamente qualcosa in più alla canzone.

## Formazione
Gruppo
- Freddie Mercury – voce, sintetizzatore, pianoforte
- Brian May – chitarra solista
- John Deacon – basso, chitarra ritmica, sintetizzatore, drum machine
- Roger Taylor – batteria

Altri musicisti
- Spike Edney – tastiera

## Classifiche
| Classifica (1987) | Posizione massima |
| ----------------- | ----------------- |
| Belgio (Fiandre)  | 27                |
| Germania          | 57                |
| Paesi Bassi       | 43                |